# STS-94
إس تي إس-94 (بالإنجليزية: STS-94)‏ الرحلة الخامسة والثمانون ضمن برنامج مكوك الفضاء لوكالة ناسا، والرحلة الثالثة والعشرون على متن مكوك الفضاء كولومبيا، انطلقت الرحلة في 1 يوليو 1997 من مركز كينيدي للفضاء ، وهبطت بتاريخ 17 يوليو في مركز كينيدي للفضاء أيضاً، بعد خمسة عشر يوماً و16 ساعة مكثتها الرحلة في الفضاء، ضمت حمولة الرحلة مختبراً للجاذبية لإجرآء تجارب في الجاذبية، بلغ عدد الرواد المشاركين في الرحلة سبعة رواد جميعهم أمريكيون.